# 蒙托尔索维琴蒂诺
蒙托尔索维琴蒂诺（義大利語：Montorso Vicentino），是意大利威尼托大区维琴察省的一个市镇。总面积9.25平方公里，人口3172人，人口密度342.9人/平方公里（2009年）。国家统计（ISTAT）代码为024068。